# Sydsvenska höglandet

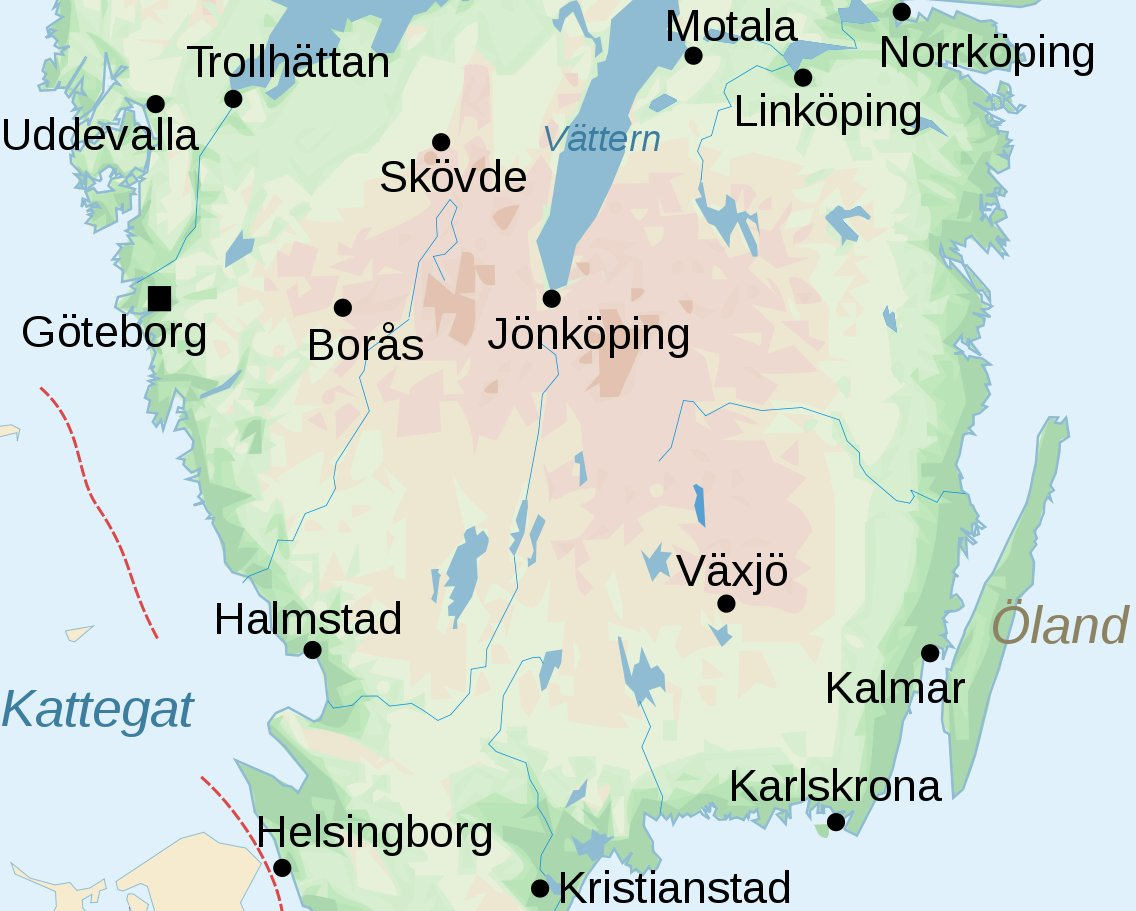
Sydsvenska höglandet

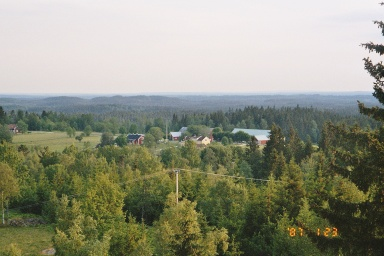
Utsikt från Tomtabackstornet utanför Sävsjö

Sydsvenska höglandet är en ekoregion och ett högland i Götaland. Ofta inräknas områden med höjd över 200 meter över havet, vilket ungefär motsvarar norra Småland, södra Västergötland och södra Östergötland, men ibland inräknas även mindre delar av Halland, Skåne och Blekinge. Högsta punkten är Tomtabacken i Nässjö kommun, 377 meter över havet, vilket även är Götalands högsta punkt. Höglandet är i hög grad skogbeväxt.

## Höjder
Till de högsta punkterna hör, förutom Tomtabacken 377 meter över havet, Galtåsen 361 meter över havet, Stenabohöjden 328 meter över havet och Taberg 343 meter över havet. 
Dessutom finns många höjder på runt eller över 350 meter över havet i områdets högsta del, söder om Nässjö. Dessa inkluderar Pustanäs (367 meter, öster om Malmbäck), Huluberg (även kallad Huluberget, 363 meter, nordväst om Bodafors) samt flera höjder öster om Tomtabacken på mellan 365 och 370 meter.
Den del av sydsvenska höglandet som ligger i Småland kallas Småländska höglandet och omfattar delar av kommunerna Aneby, Eksjö, Nässjö, Sävsjö, Tranås och Vetlanda, samtliga tillhörande Jönköpings län. Även en liten del av Kronobergs län hör till Sydsvenska höglandet med exempelvis Karryd 311 meter över havet som är Kronobergs läns högsta punkt .

## Natur och klimat
Området är nästan helt skogbeväxt och kännetecknas av skogar och högmossar. Klimatologiskt tillhör höglandet växtzon 3, ibland ända uppåt växtzon 5 på grund av det kärva klimatet som i trakterna av Nässjö och Sävsjö. Detta innebär att klimatet skiljer sig påtagligt från lägre liggande områdena och att växtlighet och djurliv avviker från resten av Småland och de närmast kringliggande landskapen.
Västliga vindar dominerar, vilka pressas uppåt, när de träffar höglandet, vilket leder till s.k. orografiskt regn och mer åska än i kringliggande områden. Luftens brytningsindex för radiovågor, som i huvudsak bestäms av kombinationen av temperatur, lufttryck och luftfuktighet har en speciell årstidsvariation i sydsvenska höglandet.

### Fotnoter
1. ↑  Erik Åkerhielm (15 juni 1912). ”Geografien i skildringar och bilder”. Projekt Runeberg. https://runeberg.org/gleg/1/0056.html. Läst 1 januari 2016.
2. ↑  Franzén, Ådel V. (2008). Håll i hatten. Vindkraft på höglandets hjässa. Jönköpings Läns Museum. sid. 5. https://jonkopingslansmuseum.se/wp-content/uploads/2018/01/2008_39.pdf. Läst 4 november 2018
3. ↑  ”Vandreruten Höglandsleden i Småland” (på danska). sydsverige.dk. http://www.sydsverige.dk/?pageID=362. Läst 4 november 2018.